# Маккэррон, Эй Джей
Реймонд Энтони «Эй Джей» Маккэррон младший (англ. Raymond Anthony "AJ" McCarron, Jr., род. 13 сентября 1990 года) — американский профессиональный игрок в американский футбол, выступающий на позиции квотербека в клубе Национальной футбольной лиги «Хьюстон Тексанс». Он был выбран на драфте НФЛ 2014 года в пятом раунде под общим 164 номером. До прихода в НФЛ выступал за футбольную команду Алабамского университета, в составе которой выиграл три чемпионских титула первого футбольного дивизиона NCAA в 2009, 2011 и 2013 годах.

## Профессиональная карьера
Маккэрон был выбран на драфте НФЛ 2014 года в пятом раунде под общим 164 номером «Цинциннати Бенгалс». В августе 2014 года из-за болей в плече «Бенгалс» поместили его в список травмированных, что означало, что он пропустит как минимум первые шесть недель сезона 2014 года. Руководство команды назначило стартовым квотербеком Энди Далтона, а первым на замену — ветерана Джейсона Кэмпбелла, таким образом, в его дебютном сезоне он не мог рассчитывать на большие минуты на поле. 9 декабря 2014 года после того, как Вонтаз Бурфикт был помещён в резервный список травмированных, Маккэрон был переведен в основной состав.
Перед началом сезона 2015 года Маккэрон был назван вторым квотербеком команды и ближайшей заменой стартового квотербека Энди Далтона.
13 декабря Далтон получил травму пальца бросающей руки в первой четверти игры против «Питтсбург Стилерз». Эй Джей вышел ему на замену и совершил 22 точных пасса из 23 бросков общей сложностью на 280 ярдов, а также два тачдауна и два перехвата, однако «Стилерз» выиграли со счётом 33:20. Уже на следующей неделе он вышел в стартовом составе и помог своей команде одержать победу над «Сан-Франциско Форти Найнерс» со счётом 24:14. Таким образом он стал первым квотербеком из Алабамы со времён Джеффа Ратледжа, которому удалось одержать победу в НФЛ.

## Личная жизнь
В марте 2014 года Маккэррон обвенчался с моделью Кэтрин Вебб, с которой он встречался долгое время. 12 июля 2014 года пара сыграла свадьбу. У супругов трое сыновей — Рэймонд Энтони «Трипп» МакКэррон III (род. 24 мая 2016), Кэш Картер МакКэррон (род. 18 декабря 2018) и Ганнар Круз МакКэррон (род. апрель 2021).
Маккэррон — католик. На груди у него есть тату с Иисусом на кресте.